# Yvonne Anderson
Yvonne Anderson (Springdale, 8 marzo 1990) è una cestista statunitense naturalizzata serba.
È la figlia di Mike Anderson.

## Carriera
Con la Serbia ha disputato i Giochi olimpici di Tokyo 2020, i Campionati mondiali del 2022 e a due edizioni dei Campionati europei (2021, 2023).

## Palmarès
- Campionato italiano: 1

Reyer Venezia: 2020-21